# Myrmosicarius tarsipennis
Myrmosicarius tarsipennis är en tvåvingeart som beskrevs av Borgmeier 1928. Myrmosicarius tarsipennis ingår i släktet Myrmosicarius och familjen puckelflugor. Inga underarter finns listade i Catalogue of Life.